# Institut ukrainien de la mémoire nationale
L'Institut ukrainien de la mémoire nationale (en ukrainien : Український інститут національної пам'яті, UINM) est l'organe exécutif central opérant sous la direction du Cabinet des ministres de l'Ukraine. Il a été créé le 31 mai 2006 en tant qu'organe spécial pour la restauration et la préservation de la mémoire nationale du peuple ukrainien. De 2006 à 2010, c'était une institution gouvernementale centrale avec un statut spécial, tandis que de 2010 à 2014, il s'agit d'une institution de recherche.
Le 9 décembre 2010, l'institut a été supprimée par un décret publié par Viktor Ianoukovytch et le même jour, le Cabinet des ministres de l'Ukraine a créé l'Institut ukrainien de la mémoire nationale en tant qu'institution de recherche, dans le cadre du budget du Cabinet des ministres de l'Ukraine.

## Décommunisation de l'Ukraine
En mai 2015, le président Petro Porochenko a signé quatre lois concernant la décommunisation en Ukraine. Le directeur de l'institut, Volodymyr Viatrovytch, a participé à la rédaction de deux de ces lois. Les peines pénales imposées par ces actes et leur formulation ont fait l'objet de critiques dans le pays et à l'étranger. La loi "Sur l'accès aux archives des organes répressifs du régime totalitaire communiste de 1917 à 1991" a placé les archives d'État concernant la répression pendant la période soviétique sous la juridiction de l'Institut ukrainien de la mémoire nationale.

## Production

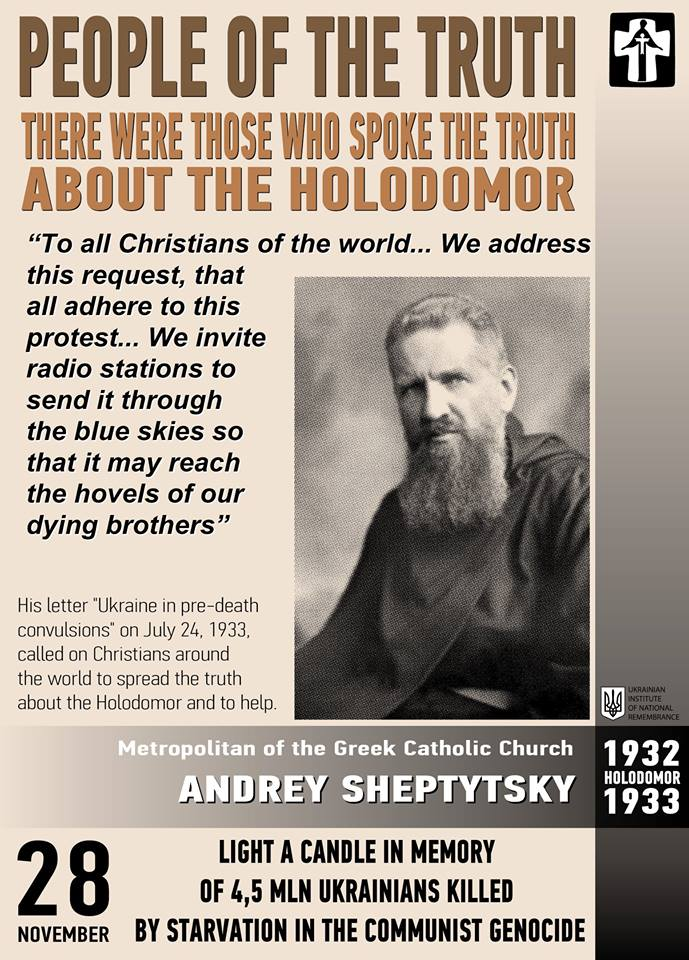
Série Gens de vérité : André Cheptytsky,
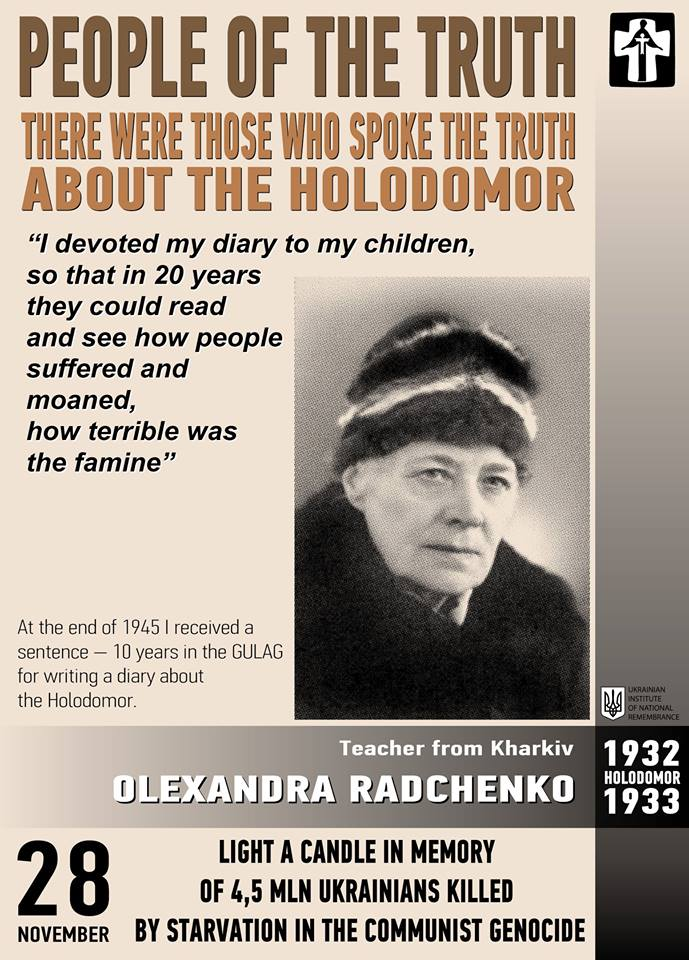
Olexandra Radtchenko enseignante,
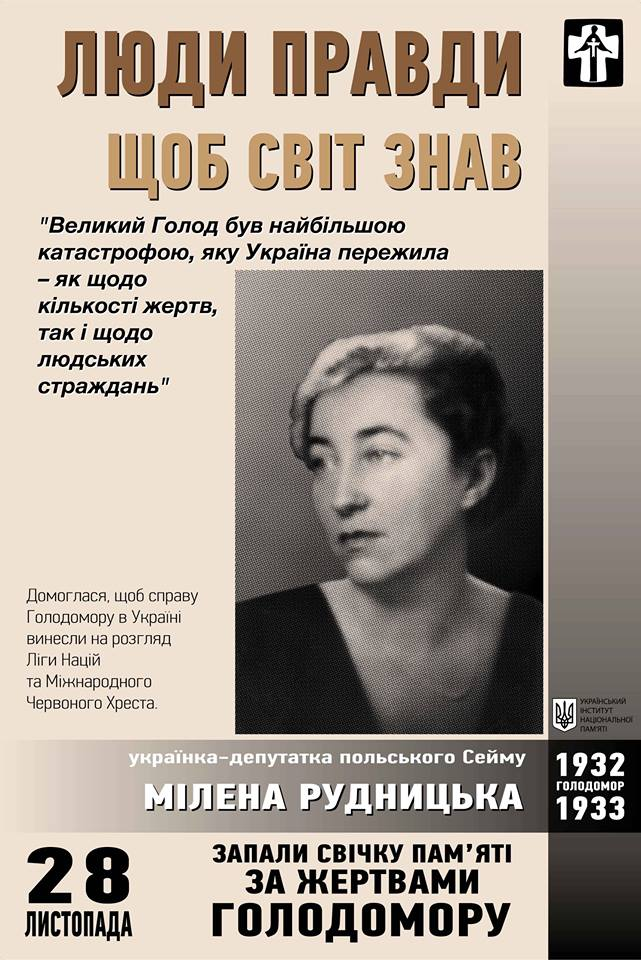
Milena Roudnytska
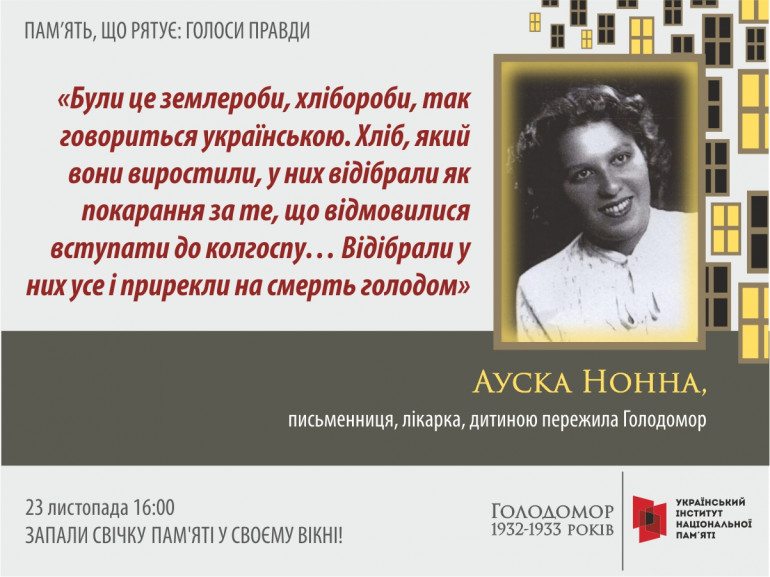
Nonna Auska sur l'Holodomor.
Affiche présentant Dmytro Vitovsky,
La médecin Khristina Souchko,
et Petro Bolbotchan.
- Livre sur l'Holodomor en 2008.

## Directeurs
- 25 mars 2014 au 3 décembre 2019 : Volodymyr Viatrovytch (ukrainien : Володи́мир В'ятро́вич),
- 4 décembre 2019 : Anton Drobovytch[2] (ukrainien : Антон Дробович),
- 27 juin 2025 :Oleksandr Alfiorov (ukrainien : Алфьоров Олександр)